# Сун Цин
Сун Цин, второе имя — Чжусан (кит. упр. 聂士成, пиньинь Sòng Qìng, уэйд-джайлз  Sung Ch’ing) (1820—1902) — китайский генерал, служивший имперскому правительству во время Первой китайско-японской войны и Боксерского восстания.

## Биография
Родился в 1820 году в городе Пэнлай, провинция Шаньдун. Сдав императорские экзамены на бюрократические должности, он был назначен мировым судьей на территорию, которая сейчас называется Бочжоу в провинции Аньхой.
Во время восстания няньцзюней (1852—1868) он возглавил местную армию против повстанцев в южной провинции Хэнань и северной провинции Аньхой. В 1862 году ему было присвоено звание генерала и присвоено звание Батуру. Позже он присоединил свои силы к Хуайской армии и помогал Сэнгэринчену в подавлении восстания тайпинов, а впоследствии (в 1869 году) участвовал в подавлении Дунганского восстания под командованием Цзо Цзунтана.
С 1880 года Сун Цин работал под руководством Ли Хунчжана, надзирая за защитой Маньчжурии от Российской империи, а с 1882 года находился в стратегическом порту Лушунькоу, где базировался Бэйянский флот, но за десятилетие, пока он находился там, мало что сделал для усиления свою защиту или улучшить подготовку своих людей. После поражения Цин в битве при Пхеньяне в Первой китайско-японской войне Ли Хунчжан назначил Суна своим заместителем командующего и возложил на него ответственность за защиту переправы через реку Ялу. Однако это назначение было непопулярно среди его солдат, которые приравнивали его вялое поведение к трусости и которые в больших количествах дезертировали до и во время битвы при Цзюляньчэне. После этого Сун помогал вице-королю Лю Куньи в столь же катастрофической битве при Инкоу.
После войны, в 1898 году, Сун Цин был направлен в гарнизон Цзиньчжоу в провинции Ляонин. Он участвовал в подавлении Боксерского восстания 1900 года, сражаясь с армией союзников в битве при Янцуне. Он умер от болезни в Пекине в 1902 году.